# Gouffre des Corbeaux
Le gouffre des Corbeaux (ou trou des Corbeaux) se trouve dans le pays d'Olmes en forêt de Bélesta, en Ariège, au sud-est du bourg, sur un contrefort du plateau de Sault.

## Spéléométrie
Le développement de la cavité est de 930 mètres pour une profondeur de 184 m.

## Géologie
Le gouffre doit son existence à un sous-sol karstique. D'autres gouffres plus importants nécessitant des aptitudes et des équipements spéléologiques se trouvent dans la forêt de Bélesta (réseau constitué par le gouffre des Œillets et le gouffre de la Grande Rassègue, le gouffre du Rec d'Agréous, le gouffre P 5 des Mijanes, le Caunhà de las Goffias, le trou du vent de la Bouzigue del Pi...).

## Hydrogéologie
La cavité est située sur le bassin d'alimentation de la Fontaine intermittente de Fontestorbes.

## Histoire
Impressionnant trou ovale de 60 m de largeur avec une profondeur apparente identique, il a été générateur de légendes,.

## Modalités d'accès
Le gouffre se trouve en forêt de Bélesta au nord-ouest du col de la Croix des Morts, sensiblement à la même altitude, près du hameau du Gélat. Sur un itinéraire balisé, il est équipé d'une plate-forme d'observation métallique sécurisée permettant d'apprécier ses 60 mètres de profondeur apparente sur 184 m réels et un développement de 930 m.